# Adh-Dhariyat

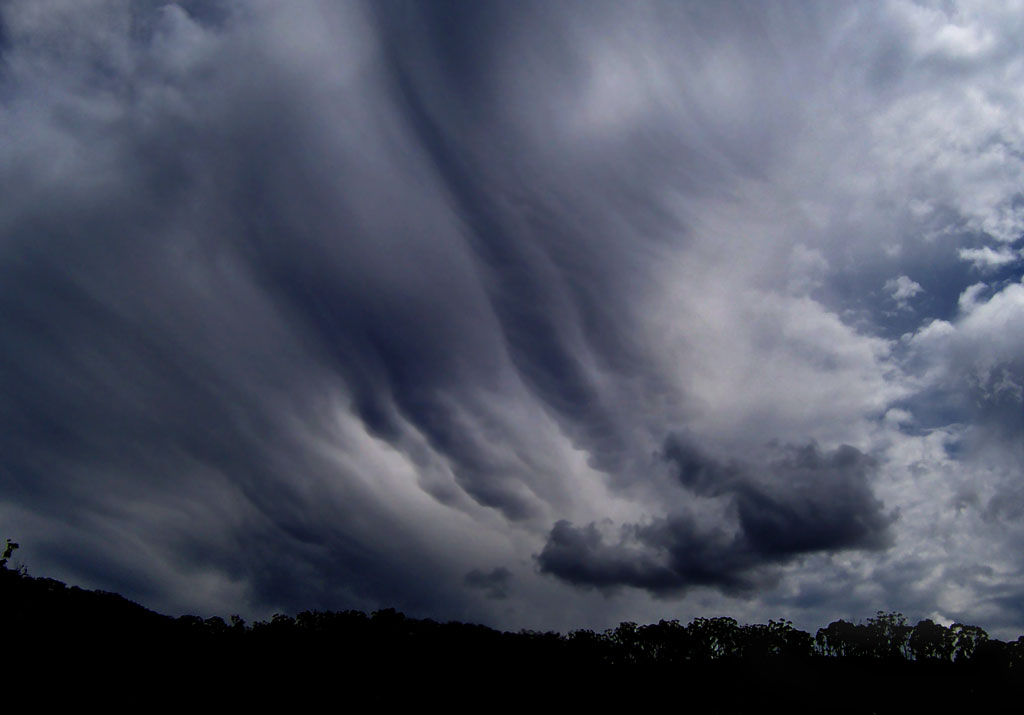
Vindar.

Adh-Dhāriyāt (arabiska: سورة الذاريات) ("De som virvlar upp") är den femtioförsta suran i Koranen med 60 verser (ayah). Den har fått sitt namn efter att Allah i denna sura svär på vindarnas namn.